# Monochelus formosus
Monochelus formosus är en skalbaggsart som beskrevs av Hermann Burmeister 1844. Monochelus formosus ingår i släktet Monochelus och familjen Melolonthidae. Inga underarter finns listade i Catalogue of Life.